# کمبریج ۲۵۳۱
سیارک ۲۵۳۱ (به انگلیسی: 2531 Cambridge، نامگذاری:1980LD) دو هزار و پانصد و سی و یکمین سیارک کشف شده‌است که در ۱۱ ژوئن ۱۹۸۰ کشف شد.
قدر مطلق سیارک برابر ۱۰٫۹۰ است.